# AudioID
AudioID es una huella digital acústica, que permite la identificación rápida e inequívoca de música y otras señales de audio. AudioID es parte de la norma MPEG-7. Esto permite la conexión inmediata de un archivo de metadatos.
La tecnología fue desarrollada por el Fraunhofer-Gesellschaft. Los derechos de licencia fueron trasladados a la mufin GmbH - una filial de MAGIX. Por lo tanto, el AudioID se utiliza en productos de MAGIX, como MP3 Maker, Digital DJ o mufin player. La tecnología también se utiliza en todas partes donde el material de sonido tiene que ser identificado automáticamente, por ejemplo, para determinar cuándo un anuncio en la radio se ha enviado.